# Нейман, Моисей Самуилович (преподаватель)
Моисей Самуилович Нейман — советский организатор высшего образования. Директор Чувашского государственного педагогического института имени М. И. Калинина с 1938 по 1939 год.

## Биография
Учился на факультете общественных наук Ленинградского государственного университета. 
Преподавал историю и политэкономии в Ориенбаумском лесном техникуме Ленинградской области.
Был преподавателем и заведующим учебной частью Карасубазарского аграрно-педагогического техникума Крымской АССР. 
Был преподавателем истории и заведующим учебной частью педагогического училища в городе Лодейное Поле Ленинградской области. 
15 августа 1938 года исполнение обязанностей директора Чувашского педагогического института было возложено на Неймана Моисея Самуиловича. Директором Чувашского педагогического института работал с 1938 по 1939 год.

## Источник
Чувашский государственный педагогический университет имени И. Я. Яковлева. - Чебоксары: Чувашгоспедуниверситет, 2005. - 320 с.